# Каран Эшли Джексон
Каран Эшли Джексон (англ. Karan Ashley Jackson; 28 сентября 1975, Одесса, Техас, США) — американская актриса, певица и ведущая ток-шоу. Наиболее известная как Аиша Кэмпбелл, второй Жёлтый Могучий Рейнджер в телесериале «Могучие рейнджеры» (1-3 сезон) на телеканале Fox Kids.
В 1992 году была участницей недолговечной женской группы K.R.U.S.H, исполнив песню на саундтрек к фильму «Mo’Money». В то время она была известна как «Эшли Джексон».

## Биография
Эшли родилась 28 сентября 1975 года в Одессе, штат Техас. Она имеет смешанное афроамериканское и мексиканское происхождение. 
Начала своё образование в начальной школе Lida Hooe в Далласе, штат Техас, а затем окончила среднюю школу Дэвида У. Картера в Далласе.
Эшли прошла прослушивание против тысяч людей на общенациональном открытом кастинге и получила роль Аиши Кэмпбелл, второго Жёлтого рейнджера в телесериале «Могучие рейнджеры-морфины» на телеканале Fox Kids, заменив покойную актрису Тхюи Чанг. Её последнее появление в «Могучих рейнджерах» было в финале третьего сезона сериала. Эшли появлялась в качестве гостя в телешоу, таких как Hangin 'with Mr. Cooper, Kenan & Kel и The Parkers, Taylor’s Wall. Её первым кинодебютом в качестве исполнительного продюсера стал независимый фильм «Призрак Девона» вместе с другим выпускником «Могучих рейнджеров» Джонни Йонгом Бошем и режиссёром Коичи Сакамото для Gag Order Films, Inc. Фильм назывался «До тебя», выпущенный в 1999 году.
Она написала сценарий к фильму вместе с Джией и Тимом Грейс, а также там и снялась. В августе 2010 года Эшли была приглашена на Power Morphicon, второй съезд фанатов Могучих Рейнджеров в Пасадене, Калифорния. В сентябре 2011 года Эшли присоединилась к Национальному ток-шоу «Радио без цензуры» (ранее «Радио без сценария») в качестве постоянного соведущего, продюсера, и вместе с соведущей Катриной Джонсон и Джеффри Эмметтом сняла шоу «Реальность без цензуры», это реалити-шоу, связанное с радио без цензуры. В 2016 году она снималась в веб-сериале «Класс уволен» вместе с выпускницей «Могучих рейнджеров» Некией Барриз. В 2017 году она сыграла главную роль и спродюсировала короткометражный фильм «Орден», а также пригласила туда сняться многих выпускников «Могучих рейнджеров».

## Фильмография

### Фильмография
- Могучие рейнджеры-морфины: Фильм (1995) … Аиша Кэмпбелл / Жёлтый рейнджер
- Призрак Девона: Легенда о кровавом мальчике (2005)… Симфония
- Орден (2017)… Алисса
- «Прилив силы: Месть сиквела» (2017)… Сама

### Телевидение
- В Студии 4-Б (1994)… Разное
- Могучие рейнджеры-морфины (1994—1996) … Аиша Кэмпбелл / Жёлтый рейнджер
- «Могучие рейнджеры-морфины: Волшебное Рождество Альфы» (1994)… Аиша Кэмпбелл
- Hangin' With Mr. Cooper (1996)… Моника Карсон
- Бостон Коммон (1996—2002)… Вайлина Притчетт-Стил
- Кенан и Кел (1999) … Мелисса — сезон 4, серия 5, «Лимузин».
- Могучие рейнджеры: Потерянный эпизод (1999)… Аиша Кэмпбелл (специальный эпизод/архивные кадры)
- Шоу Стива Харви (1999—2000) … Кэрри Макнайт (два эпизода)
- Паркеры (2000) … Невеста — Сезон 2, «Блюз свадебного колокола»
- Один на один (2002)… Энджи — Сезон 1, «Я и моя тень».
- Класс уволен (2016)… Бренди